# Реслманія 41
WrestleMania 41 (укр. Реслманія 41), рекламована також як WrestleMania Vegas (укр. Реслманія Вегас) — 41-е щорічне PPV та стрімінгове шоу професійного реслінгу WrestleMania, організоване у Парадайзі, штат Невада, промоутерською компанією WWE. У 41-ій Реслманії брали участь реслери двох основних брендів WWE: RAW та SmackDown, а також Джо Гендрі з TNA. Захід відбувся протягом двох ночей 19 та 20 квітня 2025 року (за місцевим часом) на стадіоні Елліджент-стедіум, у Парадайзі, штат Невада. Це була друга Реслманія, яка відбулася на території або поруч з Лас-Вегасом, після 9-ої у 1993 році.
Це перша трансляція Реслманії на Netflix на більшості міжнародних ринків після злиття WWE Network з цією платформою в січні 2025 року у відповідних регіонах. Це також перша WrestleMania, яка відбулася під час Великодніх вихідних. У рамках заходу також відбувся останній матч Джона Сіни на Реслманії у його 23-річній кар'єрі, у зв'язку з його відходом з професійного реслінгу наприкінці 2025 року.

## Сюжети
Подія включала поєдинки, які стали результатом розвитку сценарних сюжетних ліній. Результати заздалегідь визначались сценаристами WWE на брендах RAW та SmackDown, а сюжетні лінії створені і розвивались на щотижневих телевізійних шоу WWE, Monday Night Raw та Friday Night SmackDown.

### Головні події
6 липня 2024 року на шоу Money in the Bank Джон Сіна офіційно оголосив, що наприкінці 2025 року завершить кар'єру професійного реслера, яку почав в WWE у 2002 році (хоча з 2018 року виступав на півставки). Сіна також заявив, що візьме участь у Реслманії 41, яка стане його останньою. Після того, як він не зміг перемогти у чоловічій «Королівській Битві» 2025 року, Джон оголосив, що візьме участь у чоловічому поєдинку Elimination Chamber на Elimination Chamber: Toronto, де на кону для нього останній шанс поборотися за титул світового чемпіона саме на Реслманії 41. Він заявив, що сподівається стати рекордним, 17-разовим світовим чемпіоном у WWE. Також перед шоу Elimination Chamber, член ради директорів TKO Двейн «Скеля» Джонсон намагався підкупити Беззаперечного чемпіона WWE зі SmackDown Коді Роудса, щоб той став його корпоративним чемпіоном, заявивши, що вони стали друзями після їхнього протистояння на Реслманії XL попереднього року. Скеля стверджував, що він може підняти кар'єру ще вище Коді і запропонувати йому все, що він захоче. Він підтвердив свою появу в Elimination Chamber: Toronto, де чекатиме відповідь Роудса. Під час даного заходу Сіна виграв чоловічий матч Elimination Chamber, таким чином заробивши матч проти Роудса за Беззаперечне чемпіонство WWE на Реслманії. Після матчу Роудс вийшов привітати Сіну, а за ним і Скеля, аби отримати відповідь від Коді. Роудс нецензурно послав Скелю і Сіна обійняв Коді, однак потім обернувся проти Роудса, ставши на бік Двейна. Джон жорстоко побив чемпіона, ставши лиходієм вперше з 2003 року.
Після свого повернення до WWE на Survivor Series: WarGames у листопаді 2023 року, Сі Ем Панк одразу ж став мішенню для Сета Роллінса та Дрю МакІнтайра. У Королівській битві 2024 року Панк зазнав розриву трицепса, через що не міг змагатися протягом наступних кількох місяців, включаючи Реслманію XL. Однак Панк був запрошеним коментатором бою Роллінс — МакІнтайр на тому шоу і коштував Дрю чемпіонства світу у важкій вазі. Через Панка МакІнтайр, відразу ж після перемоги над Роллінсом, програв титул Деміану Прісту, котрий використав свій контракт Money in the Bank. Протягом наступних кількох місяців, Панк втручався у бої Дрю і коштував останньому перемоги в його матчах за чемпіонський титул на шоу Clash at the Castle у Шотландії та Money in the Bank. В останньому випадку, Панк завадив Дрю скористатись його контрактом Money in the Bank, після того, як шотландець доєднався до матчу Роллінса і Пріста. На SummerSlam МакІнтайр переміг Сі Ем Панка у матчі з Роллінсом у статусі запрошеного рефері, скориставшись сутичою між Панком та Сетом. Однак згодом Панк переміг МакІнтайра в матчі з ременем на Bash in Berlin й у кривавому бою в «пекельній клітці» на Bad Blood, поклавши край їхньому суперництву й пішовши у відпустку. Повернувшись, пізніше того ж року, Панк приєднався до команди Романа Рейнса як п'ятий учасник для бою «Військові Ігри» на Survivor Series: WarGames проти Родоводу від імені свого колишнього менеджера та спеціального радника Рейнса, Пола Геймана. Причому Гейман за це став зобов'язаний Панку послугою за згоду на участь. Команда Рейнса перемогла у цьому протистоянні. Панк знову став мішенню Сета Роллінса через ненависть останнього як до Рейнса, так і до Панка. Кульмінацією став матч на прем'єрі щотижневика RAW на Netflix, де Панк переміг Роллінса. Потім Панк, Рейнс і Роллінс взяли участь у чоловічій Королівській битві 2025 року на однойменному шоу. Рейнс і Роллінс намагалися викинути один одного, але Панк підкрався ззаду і усунув обох, перш ніж незабаром сам був вибитий з матчу. Як наслідок, вони побилися біля рингу, де Роллінс провів Роману The Stomp двома ногами, вивівши того з ладу на наступні кілька тижнів. Опісля Роллінс та Панк взяли участь у чоловічому поєдинку Elimination Chamber на однойменному заході, де Панк вибив Сета. Однак згодом Роллінс провів The Stomp на Панку, що коштувало тому потенційної перемоги. У наступному епізоді RAW Панк розповів про те, що Сет обікрав його, позбавивши участі у головній події Реслманії, після чого побився з Сетом. Наступного тижня вони зійшлися в бою у сталевій клітці, який Сет виграв, бо повернувся Роман Рейнс і витяг Роллінса з клітки, аби побити того власноруч. Після цього Рейнс помітив, що Гейман перевіряє стан Панка на рингу, що розлютило Романа і змусило його напасти і на Панка. 21 березня, в епізоді SmackDown у Болоньї, Італія, між усіма трьома чоловіками почалася бійка, причому всі вказували пальцем на вивіску Реслманії. Пізніше був офіційно оголошений тристоронній матч між Сі Ем Панком, Романом Рейнсом і Сетом Роллінсом на Реслманії 41. Під час наступного випуску SmackDown, трійця реслерів підписувала контракт на матч й Пол Гейман заявив, що даний поєдинок стане головною подією шоу, але не уточнив, якої з двох ночей. Панк заявив, що хоч потрапити у головну подію Реслманії було його давнім бажанням — це не та послуга, яку Пол йому заборгував. В епізоді RAW за 31 березня стало відомо, що цей тристоронній матч буде головною подією 1-ої ночі Реслманії 41. В епізоді SmackDown за 4 квітня, Панк на превеликий жах Рейнса повідомив, що Гейман під час бою буде біля його кута рингу, повертаючи таким чином борг.

### Матчі андеркарту
Під час Saturday Night's Main Event XXXVIII Гюнтер переміг Джея Усо і зберіг за собою титул чемпіона світу у важкій вазі від бренду RAW. Потім Усо виграв чоловічий матч Royal Rumble на однойменному шоу наступного тижня, заробивши матч за титул світового чемпіона на свій вибір на Реслманії 41. Під час пост-шоу Усо сказав, що хоче ще один бій з Гюнтером, але утримався від прийняття офіційного рішення. Пізніше Усо зіткнувся з Гюнтером на наступному RAW і чемпіон заявив, що Джей повинен вибрати світового чемпіона з бренду SmackDown, тому що він вже переміг Усо і натомість заслуговує на захист титулу проти когось калібру Джона Сіни. Після появи на SmackDown того ж тижня, Усо відкрив епізод RAW від 10 лютого, де на нього напав Гюнтер. Згодом Усо вирішив, що він кине виклик Гюнтеру за титул чемпіона світу у важкій вазі на Реслманії 41.
Під час Королівської Битви, Шарлотт Флер зі SmackDown перемогла в жіночому відповідному бою, заробивши матч за титул світової чемпіонки на Реслманії 41 на свій вибір. Згодом Флер з'явилася в наступних епізодах RAW, NXT й SmackDown, щоб зустрітись з чемпіонам кожного з брендів, перш ніж, нарешті, вирішила кинути виклик Тіффані Страттон за титул чемпіонки WWE від SmackDown на Реслманії 41.
Протягом лютого 2025 року відбувались відбіркові матчі серед реслерок WWE і в цих боях визначався склад учасниць жіночого поєдинку Elimination Chamber, переможниця якого отримувала право на бій за титул чемпіонки світу від бренду RAW на Реслманії 41. Чинна чемпіонка Рія Ріплі втрутилась у відбірковий матч Ійо Скай проти Лів Морган і випадково принесла перемогу останній. Того ж вечора Рія пообіцяла Ійо титульний бій, призначений на епізод RAW за 3 березня. На Elimination Chamber: Toronto, представниця SmackDown Б'янка Белер перемогла в жіночому поєдинку Elimination Chamber і завоювала право на титульний бій. 3 березня, під час матчу за чемпіонство зі Скай, Рія відволіклась на присутню біля рингу Б'янку і програла пояс Ійо, тож Белер зустрінеться у поєдинку з Ійо Скай на Реслманії. 17 березня, у епізоді RAW, уже екс-чемпіонка Ріплі атакувала Скай та Белер під час підписання контракту на матч, після чого поставила ще й свій підпис у контракті. Наступного тижня на RAW було оголошено, що в епізоді червоного щотижневика за 31 березня Скай захищатиме свій титул у рематчі з Ріплі, а Белер виступить спеціально запрошеним рефері бою. Даний рематч закінчився подвійною дискваліфікацією.

### Скасований матч
На Bad Blood 5 жовтня 2024 року фанати зняли на камеру, як Кевін Овенс напав на Коді Роудса, коли той заходив у свій автобус, після того, як шоу вийшло з ефіру. Причиною став ситуативний союз Коді і давнього ворога Кевіна та Коді, Романа Рейнса у протистоянні з новим складом Родоводу. У наступні тижні, Ренді Ортон, котрий був другом і Овенса, і Коді, намагався зберегти мир, але Кевін напав на Ортона на парковці, вирішивши, що той обрав сторону Роудса. На Crown Jewel 2 листопада Ортон і Овенс мали провести бій, проте обидва влаштували бійку ще до гонгу пересуваючись по всій арені, в якій Овенс взяв гору, тож матч офіційно так і не розпочався. У наступному епізоду SmackDown відбулася ще одна бійка, під час якої Овенс провів Ортону Package Piledriver, після котрого Ренді відвезли до найближчої лікарні. Чотири місяці потому, на Elimination Chamber: Торонто, Ортон повернувся і напав на Овенса після перемоги останнього у несанкціонованому матчі. Під час наступного випуску SmackDown Ортон розповів про свої проблеми, які він має з Овенсом, і пообіцяв помститися. 21 березня Ортон викликав Овенса на поєдинок на Реслманії 41, який був оголошений офіційним. Тим не менш, 4 квітня на SmackDown, Кевін оголосив, що потребує операції на шиї через травму, з якою він виступав останні місяці. Відповідно, матч було відмінено.

## Матчі
| №                                                    | Результати                                                                                                  | Умови                                               | Час   |
| ---------------------------------------------------- | --- | --------------------------------------------------- | ----- |
| 1                                                    | Джей Усо переміг Гюнтера (c) підкоренням опонента.                                                          | Одиночний матч за Чемпіонство світу у важкій вазі   | 16:30 |
| 2                                                    | Новий День (Кофі Кінгстон й Ксав'є Вудс) перемогли The War Raiders (Ерік та Айвар) (c) утриманням опонента. | Командний матч за Командне чемпіонство світу        | 9:15  |
| 3                                                    | Джейд Каргілл перемогла Наомі утриманням опонентки.                                                         | Одиночний матч                                      | 9:20  |
| 4                                                    | Джейкоб Фату переміг Ел Ей Найта (c) утриманням опонента.                                                   | Одиночний матч за Чемпіонство Сполучених Штатів WWE | 10:40 |
| 5                                                    | Ель Гранде Американо переміг Рея Фенікса утриманням опонента.                                               | Одиночний матч                                      | 7:55  |
| 6                                                    | Тіффані Страттон (c) перемогла Шарлотт Флер утриманням опонентки.                                           | Одиночний матч за Чемпіонство WWE серед жінок       | 19:05 |
| 7                                                    | Сет Роллінс переміг Романа Рейнса та Сі Ем Панка (з Полом Гейманом) утриманням опонента.                    | Тристоронній матч                                   | 32:55 |
| \| (c) \| – чемпіон(-и) на момент старту поєдинку \| | |                                                     |       |
| (c)                                                  | – чемпіон(-и) на момент старту поєдинку                                                                     |                                                     |       |

| №                                                    | Результати                                                                                      | Умови                                                       | Час   |
| ---------------------------------------------------- | ----------------------------------------------------------------------------------------------- | ----------------------------------------------------------- | ----- |
| 1                                                    | Ійо Скай (c) перемогла Б'янку Белер та Рію Ріплі утриманням опонентки.                          | Тристоронній матч за Чемпіонство світу серед жінок          | 14:25 |
| 2                                                    | Дрю МакІнтайр переміг Деміана Пріста утриманням опонента.                                       | Вулична бійка                                               | 13:55 |
| 3                                                    | Домінік Містеріо переміг Брона Брейккера (c), Пенту й Фінна Балора утриманням опонента.         | Чотиристоронній матч за Інтерконтинентальне чемпіонство WWE | 10:30 |
| 4                                                    | Ренді Ортон переміг Джо Гендрі утриманням опонента.                                             | Одиночний матч Відкритий виклик від Ренді.                  | 3:10  |
| 5                                                    | Логан Пол переміг Ей Джея Стайлза утриманням опонента.                                          | Одиночний матч                                              | 17:50 |
| 6                                                    | Лайра Валькірія та Беккі Лінч перемогли Лів Морган та Ракель Родрігес (c) утриманням опонентки. | Командний матч за Командне чемпіонство WWE серед жінок      | 8:40  |
| 7                                                    | Джон Сіна переміг Коді Роудса (c) утриманням опонента.                                          | Одиночний матч за Беззаперечне чемпіонство WWE              | 21:40 |
| \| (c) \| – чемпіон(-и) на момент старту поєдинку \| |                                                                                                 |                                                             |       |
| (c)                                                  | – чемпіон(-и) на момент старту поєдинку                                                         |                                                             |       |

## Виноски
1. ↑  Рей Містеріо повинен був битись з Ель Гранде, але Рей травмувався у випуску SmackDown, за день до шоу і був замінений на Фенікса.